# Stand by me (the brilliant greenの曲)
「Stand by me」（スタンド バイ ミー）は、日本のバンドthe brilliant greenの15枚目のシングル。2007年8月22日リリース。

## 解説
5年間の活動休止を経てリリースされた活動再開後最初のシングル。
初回限定盤はビデオクリップを収録したDVD付き。
同じ研音に所属している志田未来が出演している日本テレビ系火曜ドラマ『探偵学園Q』のエンディングテーマとして起用された。

## 収録曲
1. Stand by me
  - 作詞：川瀬智子 作曲：奥田俊作
2. Gloomy Sunday〜ひとりぼっちの日曜日〜
  - 作詞：川瀬智子 作曲：奥田俊作
3. Stand by me (ORIGINAL INSTRUMENTAL)

## 収録アルバム
- complete single collection '97-'08（#1）